# Odiongan
Odiongan (Bayan ng Odiongan) är en kommun i Filippinerna. Kommunen tillhör provinsen Romblon och ligger på ön med samma namn. Folkmängden uppgår till 39 069 invånare.

## Barangayer
Odiongan är indelat i 25 barangayer.
| - Amatong - Anahao - Bangon - Batiano - Budiong - Canduyong - Dapawan - Gabawan - Libertad - Malilico - Mayha - Panique - Pato-o | - Ligaya (Pob.) - Liwanag (Pob.) - Poctoy - Progreso Este - Progreso Weste - Rizal - Tabing Dagat (Pob.) - Tabobo-an - Tulay - Tumingad - Liwayway (Pob.) - Tuburan |